# Grönliberala partiet
Grönliberala partiet (tyska: Grünliberale Partei, glp, franska: Parti Vert-Libéral, PVL, italienska: Partito Verde-Liberale, PVL, rätoromanska: Partida Verda-Liberala, PVL) är ett politiskt parti i Schweiz. För närvarande finns det tolv kantonpartier, i Zürich, Sankt Gallen, Basel-Landschaft, Bern, Zug, Thurgau, Basel-Stadt, Graubünden, Luzern, Aargau, Solothurn och Fribourg. Partiet ställde 2007 upp för första gången i det schweiziska parlamentsvalet i kantonerna Zürich och Sankt Gallen och fick i tre mandat från Zürichs valkrets.
Grönliberalerna samarbetar efter valet med Kristdemokratiska folkpartiet och Evangeliska folkpartiet i en gemensam partigrupp i parlamentet. Det har framhållits att anledningen till det var att förstärka den politiska mitten med anspråk på att leda den.
Grönliberalerna ser sitt parti som ett mittenparti och står därför inte till vänster såsom Schweiz gröna parti. De vill konsekvent förena en liberal ekonomisk och social politik med en ekologiskt hållbar miljöpolitik. Skillnaden gentemot det tidigare moderpartiet, Gröna partiet, består i divergerande åsikter i ekonomiska och finanspolitiska frågor.

Partiets stöd i valet 2019.

I valet 2019 fick partiet 16 representanter till Nationalrådet varav 8 är kvinnor och 8 är män.